# 1681 Steinmetz
1681 Steinmetz је астероид главног астероидног појаса чија средња удаљеност од Сунца износи 2,700 астрономских јединица (АЈ).
Апсолутна магнитуда астероида је 11,56.